# Xã Harford, Quận Susquehanna, Pennsylvania
Xã Harford (tiếng Anh: Harford Township) là một xã thuộc quận Susquehanna, tiểu bang Pennsylvania, Hoa Kỳ. Năm 2010, dân số của xã này là 1.430 người.